# Lijst van gouverneurs van Jharkhand
Dit is een lijst van gouverneurs van de Indiase deelstaat Jharkhand. De gouverneur is hoofd van de deelstaat en wordt voor een termijn van vijf jaar aangewezen door de president. De rol van de gouverneur is hoofdzakelijk ceremonieel en de echte uitvoerende macht ligt bij de ministerraad, met aan het hoofd de chief minister.
| #   | Afbeelding | Naam                                              | Begin termijn    | Einde termijn    |
| --- | ---------- | ------------------------------------------------- | ---------------- | ---------------- |
| 1   |            | Prabhat Kumar                                     | 15 november 2000 | 3 februari 2002  |
| wnd |            | Vinod Chandra Pande (tevens gouverneur van Bihar) | 4 februari 2002  | 14 juli 2002     |
| 2   |            | Mandagadde Rama Jois                              | 15 juli 2002     | 11 juni 2003     |
| 3   |            | Ved Marwah                                        | 12 juni 2003     | 9 december 2004  |
| 4   |            | Syed Sibtey Razi                                  | 10 december 2004 | 25 juli 2009     |
| 5   |            | Kateekal Sankaranarayanan                         | 26 juli 2009     | 21 januari 2010  |
| 6   |            | M. O. Hasan Farook Maricar                        | 22 januari 2010  | 3 september 2011 |
| 7   |            | Syed Ahmed                                        | 4 september 2011 | 17 mei 2015      |
| 8   |            | Draupadi Murmu                                    | 18 mei 2015      | 12 juli 2021     |
| 9   |            | Ramesh Bais                                       | 14 juli 2021     | huidig           |